# Tampereen jäähalli

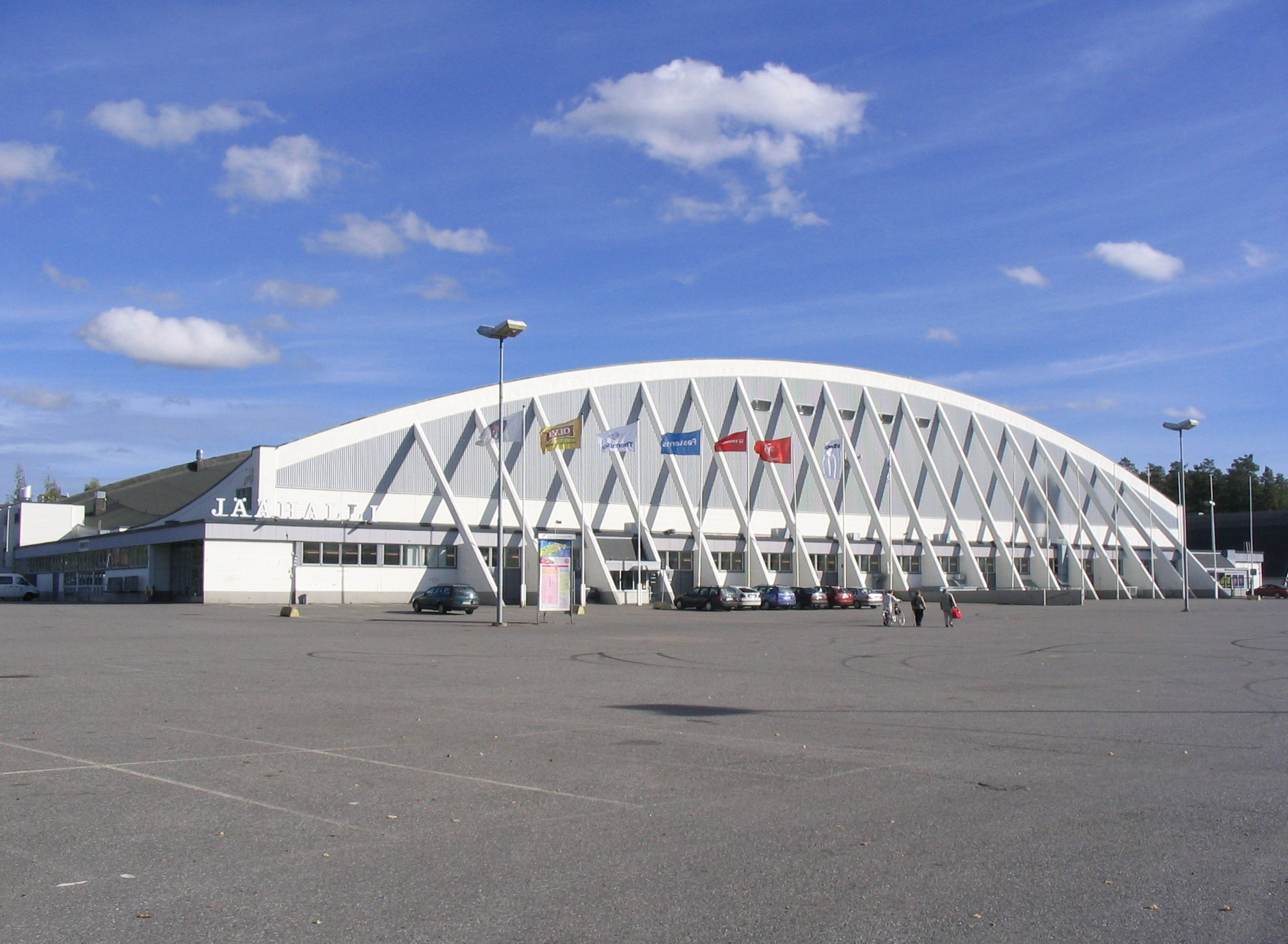
Tampereen jäähalli langs de buitenkant

Tampereen jäähalli is een ijshal in de Finse stad Tampere. Het is de thuisbasis van ijshockeyclubs Ilves en Tappara, die beide in de SM-liiga uitkomen en wordt dus voornamelijk voor ijshockey gebruikt. Het is de oudste overdekte ijshal in Finland. Hoewel de hal voornamelijk voor ijshockey gebruikt wordt, treden er ook regelmatig artiesten op. Een aantal voorbeelden zijn: Iron Maiden, Slipknot, Slayer en Deep Purple.

## Geschiedenis

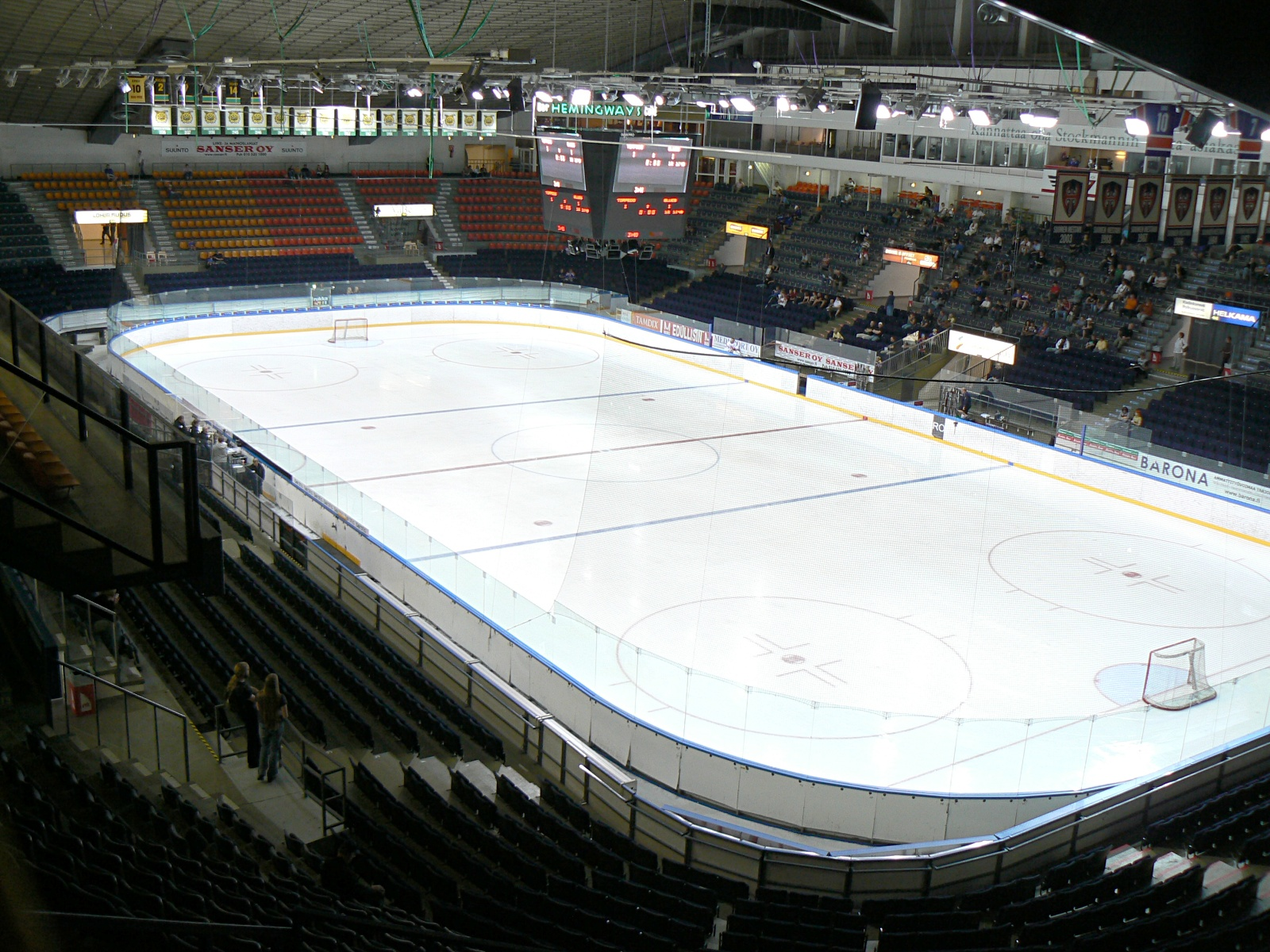
De ijsbaan

In 1965 werd het wereldkampioenschap ijshockey in Finland gehouden. Oorspronkelijk zou dit worden gehouden in Helsinki, maar door financiële problemen werd de bouw van een ijshockeyhal daar onmogelijk. Daarom week men uit naar Tampere, waar de eerste overdekte ijshal van Finland werd gebouwd. Een bijkomend voordeel was dat deze hal ook gebruikt kon worden door de twee ijshockeyclubs in Tampere, Ilves en Tappara, die daarvoor op een buitenbaan oefenden en wedstrijden speelden. De eerste wedstrijd in de nieuwe ijshal was een all-starwedstrijd tussen Tampere en de rest van Finland. De eerste officiële competitiewedstrijd (in de SM-sarja) werd op 31 januari 1965 gespeeld: hierin stonden stadsgenoten Tappara en Ilves tegenover elkaar. Ilves won met 5-3.

## Gebouw
Oorspronkelijk bood de Tampereen jäähalli plaats aan ongeveer 10.000 personen, waarvan echter maar 1500 zitplaatsen waren. In 2001 werd de hal (deels) gerenoveerd, waarbij het aantal plaatsen teruggebracht werd tot 7800. In 2009 werd de hal opnieuw gerenoveerd om zo het huidige aantal plaatsen van 7600 (waarvan 6400 zittend) te verkrijgen.
De hal wordt ook vaak Häkämetsän jäähalli of Häkämetsä 1 genoemd om een onderscheid te maken tussen de verschillende ijshallen in Tampere.